# Salto con gli sci al V Festival olimpico invernale della gioventù europea
Le gare di salto con gli sci al V Festival olimpico invernale della gioventù europea si sono svolte dall'11 al 15 maggio 2001 a Vuokatti, in Finlandia.
Sono state disputate due gare maschili e una gara femminile, per un totale di 3 gare.

## Podi

### Ragazzi
| Evento         | Oro            | Argento            | Bronzo          |
| Gundersen      | Janne Happonen | Maximilian Mechler | Akseli Kokkonen |
| Gara a squadre | Finlandia      | Austria            | Francia         |

### Ragazze
| Evento    | Oro              | Argento       | Bronzo       |
| Gundersen | Daniela Iraschko | Helena Olsson | Anette Sagen |